# ハラルト・ノルポト
ハラルト・ノルポト（Harald Norpoth、1942年8月22日 - ）は、西ドイツの陸上競技選手。1964年東京オリンピックの銀メダリストである。ノルトライン＝ヴェストファーレン州ミュンスター出身。

## 経歴
ノルポトは、1960年代から1970年代前半にかけて活躍したドイツの中距離選手である。チェコスロバキアの偉大なランナーであるエミール・ザトペックを思い出させるようなランニングフォームで、1500mから5000mまでの距離を得意としており、1500m、5000mとも同じくらいの力を持っていた。
ノルポトは、1964年に出場した東京オリンピックでは5000mに出場。13分49秒6でアメリカのロバート・シュールに次ぎ、初めてのオリンピックで銀メダルを獲得した。2年後の1966年6月には、5000mで13分24秒8のヨーロッパ新記録を樹立。この3か月後、ブダペストで開催されたヨーロッパ選手権では1500mで銅、5000mで銀と、2種目でメダルを獲得した。さらにこの直後には、2000mで4分57秒8の世界新記録を樹立した。また、1967年6月には、3000mで7分45秒2のヨーロッパ記録も樹立している。
ノルポトは、1968年メキシコシティーオリンピックでも1500mと5000mに出場。5000mは予選第3組で3位となり決勝進出を果たしたが、決勝を棄権する。1500mも決勝に進出し、3分42秒5で3位とは3秒以上離されて4位でゴール。メダルに手が届かなかった。1971年には、ヘルシンキで行われたヨーロッパ選手権の5000mで銅メダルを獲得。2大会ぶりの表彰台となった。
1972年には、3度目のオリンピックとなるミュンヘンオリンピックに出場。5000mで13分32秒6で、トップから約6秒遅れの6位となっている。
ノルポトは、保険代理店で働いていたが、後に運動生理学を学び大学院を卒業。1971年から2002年までヴァーレンドルフのドイツ連邦軍でコーチを務めた。

## 主な実績
| 年   | 大会                     | 場所                     | 種目  | 結果 | 記録      |
| ---- | ------------------------ | ------------------------ | ----- | ---- | --------- |
| 1964 | オリンピック             | 東京(日本)               | 5000m | 2位  | 13分49秒6 |
| 1966 | ヨーロッパ室内陸上選手権 | ドルトムント(西ドイツ)   | 3000m | 1位  | 7分56秒0  |
| 1966 | ヨーロッパ陸上選手権     | ブダペスト(ハンガリー)   | 1500m | 3位  | 3分42秒4  |
| 1966 | ヨーロッパ陸上選手権     | ブダペスト(ハンガリー)   | 5000m | 2位  | 13分44秒0 |
| 1968 | オリンピック             | メキシコシティ(メキシコ) | 1500m | 4位  | 3分42秒5  |
| 1968 | オリンピック             | メキシコシティ(メキシコ) | 5000m | -    | DNS       |
| 1970 | ヨーロッパ室内陸上選手権 | ウィーン(オーストリア)   | 3000m | 2位  | 7分49秒50 |
| 1971 | ヨーロッパ陸上選手権     | ヘルシンキ(フィンランド) | 5000m | 3位  | 13分33秒8 |
| 1972 | オリンピック             | ミュンヘン(西ドイツ)     | 5000m | 6位  | 13分32秒6 |